# Надеждинка (Саратовская область)
Наде́ждинка — село в Пугачёвском районе Саратовской области России. Административный центр Надеждинского муниципального образования.

## География
Село находится в северной части района, в степной зоне, в пределах Сыртовой равнины, на левом берегу реки Малый Иргиз, на расстоянии примерно 20 км (по прямой) к северо-северо-западу (NNW) от города Пугачёв. Абсолютная высота — 35 метров над уровнем моря.
Часовой пояс
Село Надеждинка, как и вся Саратовская область, находится в часовой зоне МСК+1. Смещение применяемого времени относительно UTC составляет +4:00.

## Население
| 2002 | 2010 |
| ---- | ---- |
| 531  | ↘494 |

| Население  | 1859 | 1889 | 1897 | 1910 | 1926 | 2002 |
| ---------- | ---- | ---- | ---- | ---- | ---- | ---- |
| Надеждинка | 200  | 576  | 298  | 701  | 629  | 532  |
| Серганка   | 284  | 576  | 382  | 701  | 629  | 532  |

Гендерный состав
По данным Всероссийской переписи населения 2010 года в гендерной структуре населения мужчины составляли 45,1 %, женщины — соответственно 54,9 %.
Национальный состав
Согласно результатам переписи 2002 года, в национальной структуре населения русские составляли 78 % из 532 чел.

## История
Русская владельческая деревня Надеждинка (Серганко-Надеждинка) была основана в 1831 году (по другим данным в 1836 году). На момент основания деревни Серганка и Надеждинка являлись двумя отдельными населёнными пунктами.
Согласно Списку населённых мест Самарской губернии по данным 1859 года обе деревни числились в Николаевском уезде (1-го стан) и располагались при реке Малый Иргиз в 25 верстах от уездного города Николаевска. В Надеждинке имелось 26 дворов (95 мужчин и 105 женщин), в Серганке 37 дворов (137 и 147 женщин).
После крестьянской реформы обе деревни были отнесены к Шиншиновской волости. Согласно Списку населённых мест Самарской губернии по сведениям за 1889 год в деревне Серганке (Надеждинка), насчитывалось 110 дворов и 576 жителей, находилось волостное правление.
В Списке населенных мест Самарской губернии, составленном в 1900 году, деревни значатся раздельно. В Серганке по сведениям за 1897 год проживало 382 жителя, в Надеждинке — 298. Согласно Списку волостное правление Шиншиновской волости находилось в Надеждинке.
По данным 1910 года в деревне Сергано-Надеждинке, являвшейся центром Селезнихинской волости (бывшая Шиншиновская волость), имелось 123 двора и проживал 701 человек (352 мужчины и 349 женщин). Функционировали волостное правление и три ветряные мельницы. Земли: надельной — 1341 десятина удобной и 46 десятин неудобной; арендованной — 860 удобной и 190 неудобной. Храма в деревне не было, жители молиться ездили в Никольскую церковь соседней Селезнихи, к приходу которой Надеждинка была приписана. Помимо православных в деревне также проживали небольшие группы старообрядцев австрийского толка и баптистов.
При Советской власти деревня стала центром Надеждинского сельсовета Надеждинской волости Пугачёвского уезда. В 1926 году в 135 домохозяйствах проживали 288 мужчин и 341 женщина. В деревне работали начальная школа, амбулатория, нарсуд и агрономический пункт. В 1933 году была введена в эксплуатацию ремонтная мастерская МТС.
На фронтах Великой Отечественной войны погибли 139 жителей Надеждинки. Во второй половине XX века в селе размещалась центральная усадьба колхоза имени Ленина.

## Улицы
Уличная сеть села состоит из пяти улиц.

## Связь
Сотовая связь и высокоскоростной мобильный интернет стандарта 4G/LTE.